# Wybory w 2013
Wybory w 2013 – lista wyborów i referendów na szczeblu krajowym, które zaplanowane zostały na 2013 rok w suwerennych (de iure bądź de facto) państwach i ich terytoriach zależnych.

## Styczeń
| Data            | Państwo  | Wybory        | Zwycięzca                       | Uwagi          | Źródło |
| --------------- | -------- | ------------- | ------------------------------- | -------------- | ------ |
| 11-12 stycznia  | Czechy   | prezydenckie  | Miloš Zeman Karel Schwarzenberg | I tura         |        |
| 20 stycznia     | Austria  | referendum    | N                               |                |        |
| 22 stycznia     | Izrael   | parlamentarne | Likud-Nasz Dom Izrael           | przedterminowe |        |
| 23 stycznia     | Jordania | parlamentarne | Islamska Partia Centrum         | przedterminowe |        |
| 25, 26 stycznia | Czechy   | prezydenckie  | Miloš Zeman                     | II tura        |        |
| 27 stycznia     | Bułgaria | referendum    | T                               |                |        |

## Luty
| Data          | Państwo           | Wybory                      | Zwycięzca                              | Uwagi   | Źródło |
| ------------- | ----------------- | --------------------------- | -------------------------------------- | ------- | ------ |
| 1, 3 lutego   | Liechtenstein     | parlamentarne               | FBP                                    |         | [ 1 ]  |
| 3 lutego      | Kuba              | parlamentarne               | PCC                                    |         |        |
| 10 lutego     | Monako            | parlamentarne               | Horyzont Monako                        |         | [ 2 ]  |
| 15 lutego     | Trynidad i Tobago | prezydenckie                | Anthony Carmona                        |         | [ 3 ]  |
| 17 lutego     | Cypr              | prezydenckie                | Nikos Anastasiadis                     | I tura  | [ 4 ]  |
| 17 lutego     | Ekwador           | prezydenckie, parlamentarne | Rafael Correa Alianza PAIS             |         | [ 5 ]  |
| 18 lutego     | Armenia           | prezydenckie                | Serż Sarkisjan                         |         |        |
| 19 lutego     | Grenada           | parlamentarne               | Nowa Partia Nacjonalistyczna           |         |        |
| 21 lutego     | Barbados          | parlamentarne               | Demokratyczna Partia Pracy             |         |        |
| 22 lutego     | Dżibuti           | parlamentarne               | Unia na rzecz Większości Prezydenckiej |         |        |
| 24 lutego     | Cypr              | prezydenckie                | Nikos Anastasiadis                     | II tura |        |
| 24, 25 lutego | Włochy            | parlamentarne               | Partia Demokratyczna                   |         |        |

## Marzec
| Data        | Państwo    | Wybory                     | Zwycięzca                                | Uwagi | Źródło |
| ----------- | ---------- | -------------------------- | ---------------------------------------- | ----- | ------ |
| 3 marca     | Szwajcaria | referendum                 |                                          |       |        |
| 4 marca     | Kenia      | prezydenckie parlamentarne | Uhuru Kenyatta Narodowe Przymierze (TNA) |       | [ 6 ]  |
| 5 marca     | Mikronezja | parlamentarne              |                                          |       | [ 7 ]  |
| 9 marca     | Malta      | parlamentarne              | Partia Pracy                             |       |        |
| 10-11 marca | Falklandy  | referendum                 |                                          |       |        |
| 12 marca    | Grenlandia | parlamentarne              | Siumut                                   |       | [ 8 ]  |
| 12-13 marca | Watykan    | konklawe                   | Papież Franciszek                        |       | [ 9 ]  |
| 16 marca    | Zimbabwe   | referendum                 | Za                                       |       | [ 10 ] |

## Kwiecień
| Data           | Państwo    | Wybory                       | Zwycięzca                         | Uwagi   | Źródło |
| -------------- | ---------- | ---------------------------- | --------------------------------- | ------- | ------ |
| 7 kwietnia     | Czarnogóra | prezydenckie                 | Filip Vujanović                   | [ 11 ]  |        |
| 14 kwietnia    | Wenezuela  | prezydenckie                 | Nicolas Maduro                    | [ 12 ]  |        |
| 14 kwietnia    | Chorwacja  | europarlamentarne            | Chorwacka Wspólnota Demokratyczna |         |        |
| 18-20 kwietnia | Włochy     | prezydenckie                 | Giorgio Napolitano                | VI tura |        |
| 21 kwietnia    | Paragwaj   | prezydenckie i parlamentarne | Horacio Cartes Partia Koloroado   |         |        |
| 22 kwietnia    | Bangladesz | prezydenckie                 | Abdul Hamid                       |         |        |
| 23 kwietnia    | Bhutan     | parlamentarne                |                                   |         |        |
| 27 kwietnia    | Islandia   | parlamentarne                | Partia Niepodległości             |         |        |

## Maj
| Data    | Państwo          | Wybory        | Zwycięzca                              | Uwagi | Źródło |
| ------- | ---------------- | ------------- | -------------------------------------- | ----- | ------ |
| 5 maja  | Malezja          | parlamentarne | Barisan Nasional                       |       |        |
| 11 maja | Pakistan         | parlamentarne | Pakistańska Liga Muzułmańska           |       |        |
| 12 maja | Bułgaria         | parlamentarne | GERB                                   |       |        |
| 13 maja | Filipiny         | parlamentarne | Partia Liberalna                       |       |        |
| 26 maja | Gwinea Równikowa | parlamentarne | Partia Demokratyczna Gwinei Równikowej |       |        |

## Czerwiec
| Data       | Państwo  | Wybory        | Zwycięzca                     | Uwagi | Źródło |
| ---------- | -------- | ------------- | ----------------------------- | ----- | ------ |
| 8 czerwca  | Nauru    | parlamentarne |                               |       |        |
| 14 czerwca | Iran     | prezydenckie  | Hasan Rouhani                 |       |        |
| 23 czerwca | Albania  | parlamentarne | Socjalistyczna Partia Albanii |       |        |
| 26 czerwca | Mongolia | prezydenckie  | Cachiagijn Elbegdordż         |       |        |

## Lipiec
| Data     | Państwo  | Wybory        | Zwycięzca                             | Uwagi                 | Źródło |
| -------- | -------- | ------------- | ------------------------------------- | --------------------- | ------ |
| 21 lipca | Japonia  | Izba Radców   | Partia Liberalno-Demokratyczna        |                       |        |
| 25 lipca | Togo     | parlamentarne | Unia na rzecz Republiki               |                       |        |
| 27 lipca | Kuwejt   | parlamentarne |                                       |                       |        |
| 28 lipca | Kambodża | parlamentarne | Kambodżańska Partia Ludowa            |                       |        |
| 28 lipca | Mali     | prezydenckie  | Ibrahim Boubacar Keïta Soumaïla Cissé | I tura                |        |
| 30 lipca | Pakistan | prezydenckie  | Mamnun Husajn                         | Wybór przez parlament |        |
| 31 lipca | Zimbabwe | generalne     | Robert Mugabe ZANU-PF                 |                       |        |

## Sierpień
| Data        | Państwo | Wybory       | Zwycięzca              | Uwagi   | Źródło |
| ----------- | ------- | ------------ | ---------------------- | ------- | ------ |
| 11 sierpnia | Mali    | prezydenckie | Ibrahim Boubacar Keïta | II tura |        |

## Wrzesień
| Data           | Państwo   | Wybory        | Zwycięzca                                       | Uwagi            | Źródło |
| -------------- | --------- | ------------- | ----------------------------------------------- | ---------------- | ------ |
| 7 września     | Australia | parlamentarne | Koalicja (prawica)                              |                  |        |
| 7 września     | Malediwy  | prezydenckie  | Mohamed Nasheed                                 | Wyniki anulowane |        |
| 9 września     | Norwegia  | parlamentarne | Partia Pracy                                    |                  |        |
| 16-18 września | Rwanda    | parlamentarne | Rwandyjski Front Patriotyczny                   |                  |        |
| 20 września    | Suazi     | powszechne    |                                                 |                  |        |
| 22 września    | Niemcy    | parlamentarne | CDU                                             |                  |        |
| 24 września    | Gwinea    | parlamentarne | Zgromadzenie Ludu Gwinei                        |                  |        |
| 29 września    | Austria   | parlamentarne | SPÖ                                             |                  |        |
| 30 września    | Kamerun   | parlamentarne | Demokratyczne Zgromadzenie Narodu Kameruńskiego |                  |        |

## Październik
| Data               | Państwo     | Wybory        | Zwycięzca                                    | Uwagi                 | Źródło |
| ------------------ | ----------- | ------------- | -------------------------------------------- | --------------------- | ------ |
| 4 października     | Irlandia    | referendum    | [ 13 ] [ 14 ]                                |                       |        |
| 7 października     | Etiopia     | prezydenckie  | Mulatu Teshome                               | Wybór przez parlament |        |
| 9 października     | Azerbejdżan | prezydenckie  | İlham Əliyev                                 |                       |        |
| 20 października    | Luksemburg  | parlamentarne | Chrześcijańsko-Społeczna Partia Ludowa       |                       |        |
| 20 października    | San Marino  | referendum    | [ 15 ]                                       |                       |        |
| 25 października    | Madagaskar  | prezydenckie  | Jean Louis Robinson Hery Rajaonarimampianina | I tura                |        |
| 25-26 października | Czechy      | parlamentarne | Czeska Partia Socjaldemokratyczna            |                       |        |
| 27 października    | Argentyna   | parlamentarne | Front na rzecz Zwycięstwa                    |                       |        |
| 27 października    | Gruzja      | prezydenckie  | Giorgi Margwelaszwili                        |                       |        |

## Listopad
| Data         | Państwo     | Wybory        | Zwycięzca                                         | Uwagi                                | Źródło |
| ------------ | ----------- | ------------- | ------------------------------------------------- | ------------------------------------ | ------ |
| 6 listopada  | Tadżykistan | prezydenckie  | Emomali Rahmon                                    |                                      |        |
| 9 listopada  | Malediwy    | prezydenckie  | Mohamed Nasheed Abdullah Jamin                    | I tura (powtórka)                    |        |
| 16 listopada | Malediwy    | prezydenckie  | Abdullah Jamin                                    | II tura                              |        |
| 17 listopada | Chile       | generalne     | Michelle Bachelet Evelyn Matthei Nowa Większość   | I tura prezydenckich i parlamentarne |        |
| 19 listopada | Nepal       | parlamentarne | Kongres Nepalski                                  |                                      |        |
| 23 listopada | Mauretania  | parlamentarne | Unia na Rzecz Republiki                           | I tura                               |        |
| 24 listopada | Mali        | parlamentarne | Rajd na Rzecz Mali                                | I tura                               |        |
| 24 listopada | Honduras    | generalne     | Juan Orlando Hernández Liberalna Partia Hondurasu |                                      |        |
| 24 listopada | Szwajcaria  | referendum    | N                                                 |                                      |        |

## Grudzień
| Data       | Państwo       | Wybory        | Zwycięzca                          | Uwagi                 | Źródło |
| ---------- | ------------- | ------------- | ---------------------------------- | --------------------- | ------ |
| 1 grudnia  | Chorwacja     | referendum    | T                                  |                       |        |
| 13 grudnia | Nowa Zelandia | referendum    | N                                  |                       |        |
| 15 grudnia | Chile         | generalne     | Michelle Bachelet                  | II tura prezydenckich |        |
| 15 grudnia | Mali          | parlamentarne | Rajd na Rzecz Mali                 | II tura               |        |
| 15 grudnia | Turkmenistan  | parlamentarne | Demokratyczna Partia Turkmenistanu | [ 16 ]                |        |
| 20 grudnia | Madagaskar    | parlamentarne | Hery Rajaonarimampianina           | II tura prezydenckich |        |
| 21 grudnia | Mauretania    | parlamentarne | Unia na Rzecz Republiki            | II tura               |        |